# Сент-Мэрис-Сити
Сент-Мэрис-Сити (англ.  St. Mary's City) — невключённая территория в округе Сент-Мэрис в штате Мэриленд США.

## Описание
Исторический район и деревня в южном Мэриленде, на реке  Сент-Мэрис, примерно в 15 милях (25 км) к юго-востоку от Леонардтауна, административного центра округа. Основанный в 1634 году колонистами во главе с Леонардом Калвертом и названный в честь Девы Марии, он был первым европейским поселением в Мэриленде и был построен на месте индейской деревни Сековокомоко. Памятник Леонарду Калверту (1890 г.) на территории епископальной церкви Троицы предположительно отмечает место, где колонисты собрались, чтобы основать первое правительство Мэриленда. Сент-Мэрис был колониальной столицей, и в 1676 году колонисты построили там здание правительства (реконструированное в 1934 году). С переносом столицы в Аннаполис в 1694 году и административного центра округа в Леонардтаун в 1710 году поселение быстро пришло в упадок.
Деревня теперь представляет собой небольшое жилое сообщество и является резиденцией колледжа Св. Марии Мэриленда (1840 г.). Исторический Сент-Мэрис-Сити — это археологический парк на открытом воздухе площадью 800 акров (324 гектара) и музей живой истории с костюмированными ролевыми переводчиками. Помимо реконструированного здания правительства, среди достопримечательностей можно отметить Мэриленд-Дав (полномасштабную копию кораблей с квадратным парусным вооружением, которые перевозили поселенцев и припасы в Мэриленд), действующую табачную плантацию и индейскую деревню Вудленд.